# 1827
1827 (MDCCCXXVII) là một năm thường bắt đầu vào Thứ hai của lịch Gregory và là một năm thường bắt đầu vào Thứ Bảy của lịch Julius, năm thứ 1827 của Công nguyên hay của Anno Domini, the năm thứ 827  của thiên niên kỷ 2, năm thứ 27  của thế kỷ 19, và năm thứ  8   của thập niên 1820. Tính đến đầu năm 1827, lịch Gregory bị lùi sau 12 ngày trước lịch Julius, và vẫn sử dụng ở một số địa phương đến năm 1923. 

## Sinh
- 26 tháng 2 – Nguyễn Phúc Miên Túc, tước phong Ba Xuyên Quận công, hoàng tử con vua Minh Mạng (m. 1854).
- 21 tháng 5 – Nguyễn Phúc Miên Quan, tước phong Kiến Tường công, hoàng tử con vua Minh Mạng (m. 1847).
- 12 tháng 6 – Nguyễn Phúc Miên Tuấn, tước phong Hòa Thạnh vương, hoàng tử con vua Minh Mạng (m. 1907).
- 14 tháng 6 – Nguyễn Phúc Trinh Nhàn, phong hiệu Nghĩa Điền Công chúa, công chúa con vua Minh Mạng (m. 1902).
- 14 tháng 6 – Nguyễn Phúc Tường Hòa, phong hiệu Nghĩa Hà Công chúa, công chúa con vua Minh Mạng (m. 1847).

## Mất
- 5 tháng 1 - Hoàng tử Frederick, Công tước xứ York và Albany, người thừa kế ngai vàng Anh (s. 1763)
- 19 tháng 1 - Ludwig von Brauchitsch, tướng quân Phổ (s. 1757)
- 13 tháng 2 - Caleb Brewster, điệp viên trong Chiến tranh Cách mạng Mỹ (s. 1747)
- 19 tháng 2 - Armand Augustin Louis de Caulaincourt, tướng quân, nhà ngoại giao người Pháp (s. 1773)
- 23 tháng 2 - Felipe Enrique Neri, nhà lập pháp Texas, người thực dân hóa (s. 1759)
- 17 tháng 2 - Johann Heinrich Pestalozzi, nhà sư phạm Thụy Sĩ (s. 1746)
- 28 tháng 2 - Thomas Holloway, họa sĩ vẽ chân dung, thợ khắc người Anh (s. 1748)
- 26 tháng 3 – Ludwig Van Beethoven, nhà soạn nhạc thiên tài người đức (s. 1770)
- Không rõ – Nguyễn Phúc Ngọc Ngoạn, phong hiệu Đức Hòa Công chúa, công chúa con vua Gia Long (s. 1794).
- Không rõ – Nguyễn Phúc Ngọc Khuê, phong hiệu Mỹ Khê Công chúa, công chúa con vua Gia Long (s. 1807).